# Eupydna
Eupydna is een geslacht van vlinders van de familie tandvlinders (Notodontidae).

## Soorten
- E. backanensis Lemée, 1950
- E. testacea Walker, 1856